# Bergbauwanderweg Dahlhausen

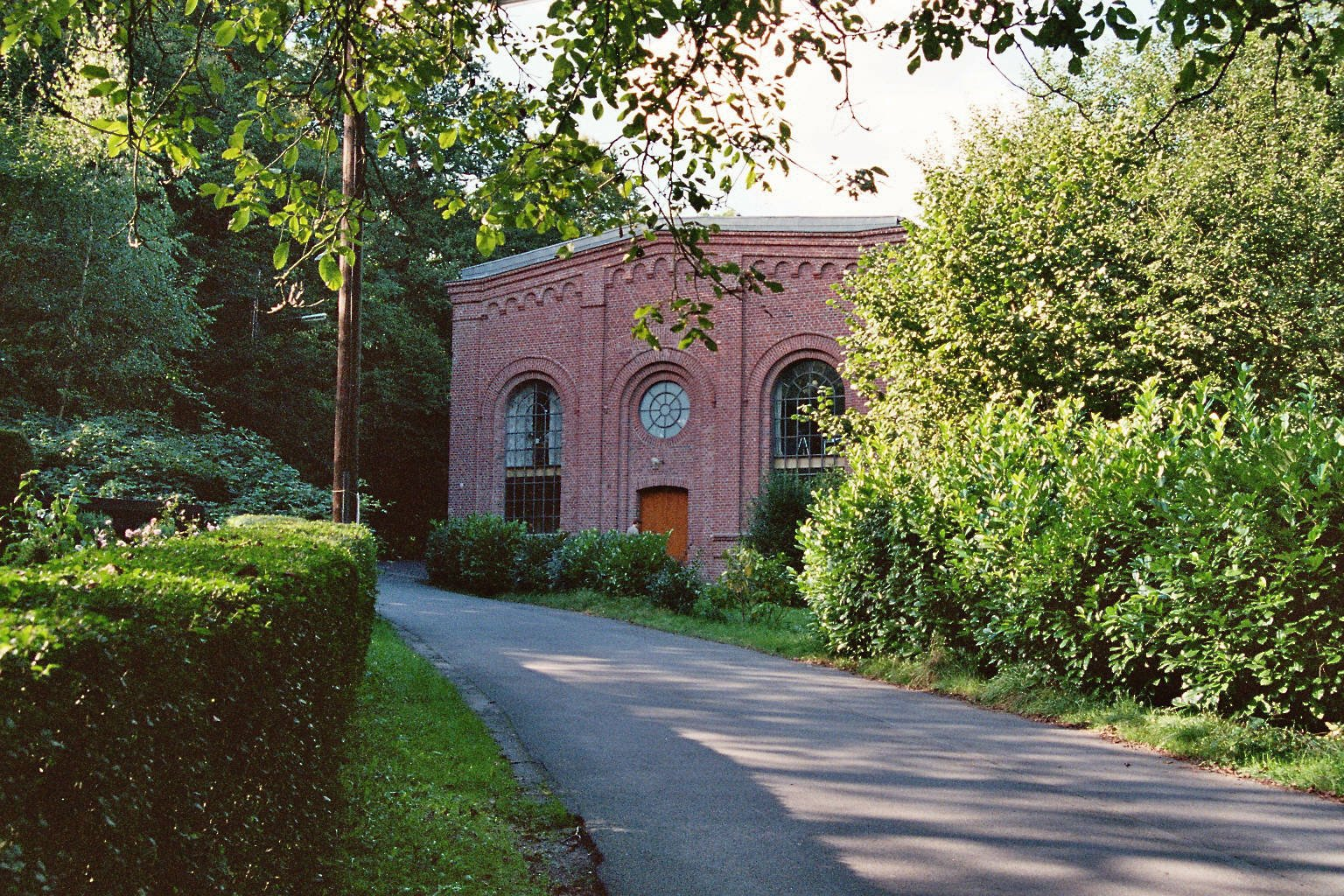
Maschinenhaus der Zeche Hasenwinkel

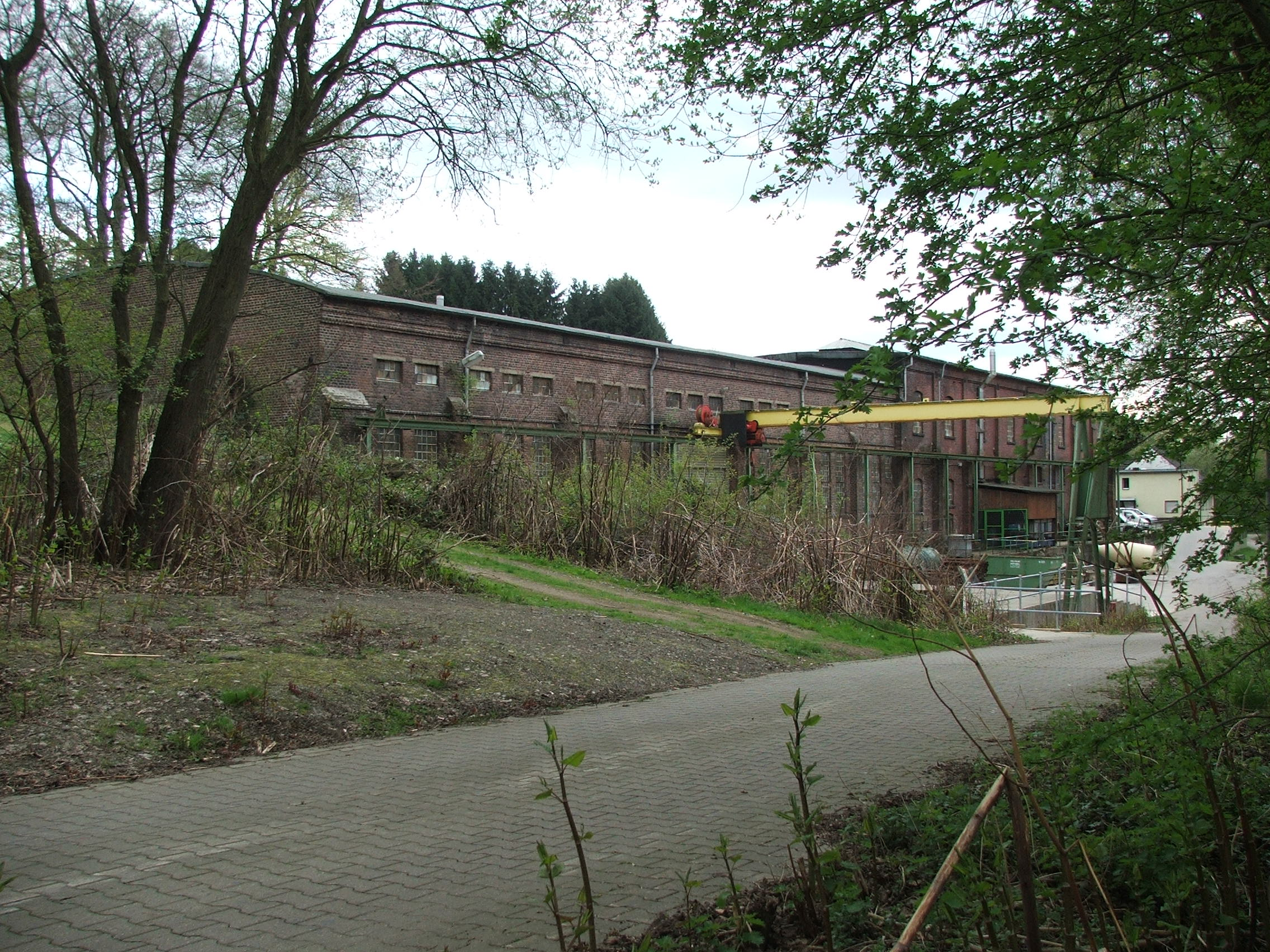
Brikettwerk Dahlhausen

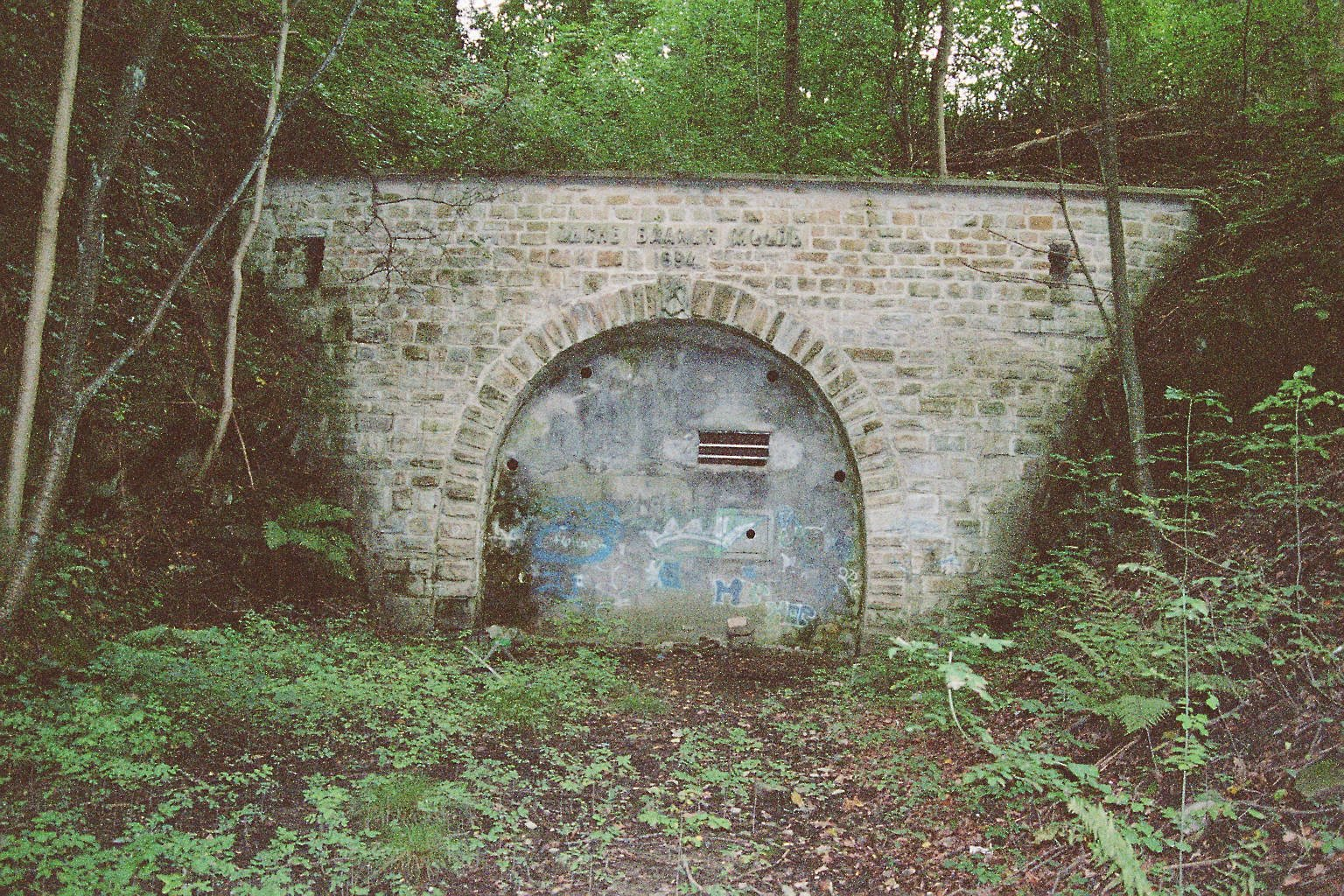
Tunnel Baaker Mulde

Der Bergbauwanderweg Dahlhausen ist ein etwa zehn Kilometer langer Wanderweg und Bergbaulehrpfad durch Dahlhausen und Munscheid, der an 32 Standorten Relikte des Bergbaus zeigt, der hier vom Ende des 17. Jahrhunderts bis in die 1970er Jahre stattfand.
Der Wanderweg führt insbesondere zu Stollenmundlöchern, Schächten, Bergmannssiedlungen, Halden und Kohlenwegen. Die Stadt Bochum errichtete ihn in Zusammenarbeit mit dem Bergmannstisch Bochum-Süd Anfang der 1990er Jahre. Ausgangspunkt ist der Bahnhof Bochum-Dahlhausen. Der Wanderweg ist Teil der Route der Industriekultur und des Geo-Parks Ruhrgebiet.

## Haltepunkte
1. Stollenmundloch, General 2
2. Weitmarer Sattel / Zeche Glocke
3. Erbstollenmundloch, General 5
4. Kleinzeche Gockel & Niebuhr
5. Stollen, Neu-Ruhrort
6. Schacht Johannes
7. Pinge „Kohlengräberloch“
8. Tiefbauzeche Gewerkschaft Neuruhrort
9. Generaler Kohlenbahn
10. Hof Scharpenseel
11. Stollen und Halde
12. Schacht Golgatha
13. Hof Köllermann
14. Stollenschacht August
15. Pferdestall für Grubenpferde
16. „Piärrewiesche“
17. Maschinenhaus der Tiefbauzeche Hasenwinkel
18. Wetterschacht Hasenwinkel
19. Markenkontrolle der Kokerei Hasenwinkel
20. Göpelschacht Theresia
21. Primus - Sprung
22. Erbstollen Sonnenschein
23. Stollen am „Koalhoapn“
24. Hasenwinkeler Kohlenweg
25. Schacht Berger
26. Brikettwerk Dahlhausen
27. Schacht Roeder
28. Bergmannsiedlung „Am Roederschacht“
29. Tunnel Baaker Mulde
30. Schacht Constanz August
31. Bergmannsiedlung „Die Burg“
32. Bergehalde der Zeche Hasenwinkel